# Uetendorf
Uetendorf är en ort och kommun i distriktet Thun i kantonen Bern, Schweiz. Kommunen har 6 001 invånare (2023).